# NGC 6833
NGC 6833 est une nébuleuse planétaire située dans la constellation du Cygne. NGC 6833 a été découverte par l'astronome américain Edward Charles Pickering en 1883.

## Observation
Avec une magnitude visuelle apparente de 12,1, on doit utiliser un télescope dont l'ouverture est d'au moins 200 mm pour l'observer.  

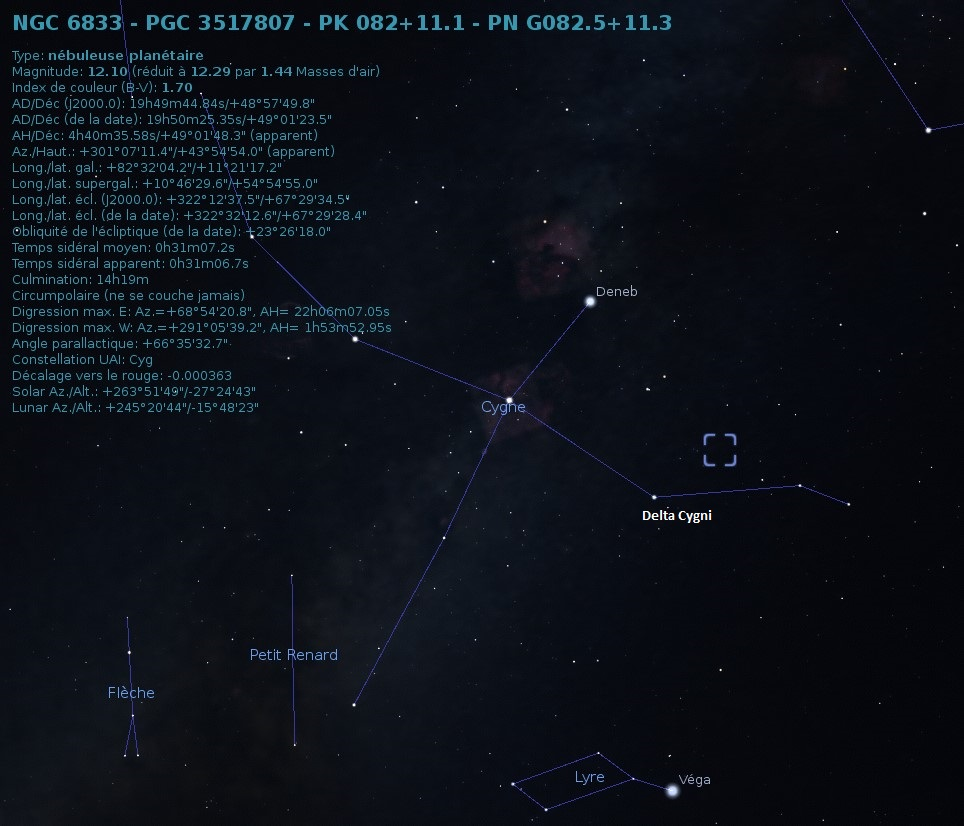
Emplacement de NGC 6833 dans la constellation du Cygne.

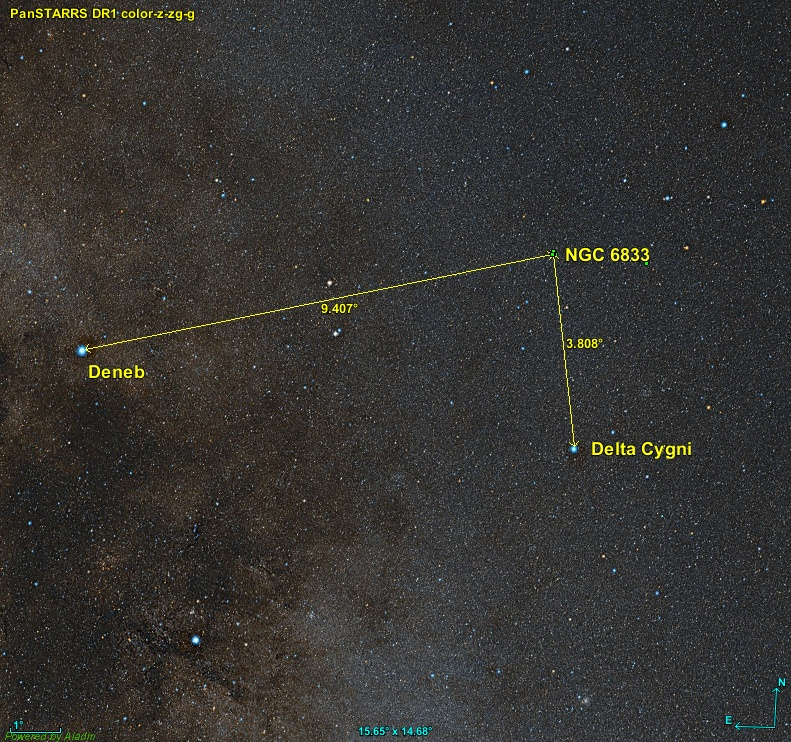
Position de NGC 6833 par rapport à deux étoiles de la constellation du Cygne.

NGC 6833 nébuleuse est située à environ 9,4 degrés au nord-ouest de Deneb et à 3,8 degrés au nord-est de Delta Cygni.

## Distance et vitesse
Le logiciel en ligne Aladin Lite permet de consulter les données astronomiques de plusieurs catalogues, dont le « GAIA EARLY DATA RELEASE 3 (GAIA EDR3) ». Pour NGC 6833, Gaia EDR3, la parallaxe de NGC 6833 est égale à 1,013 9 ± 0,384 0 mas,  ce qui correspond à une distance comprise entre 715 pc et 1 588 pc (986 +601
−271 pc).
Deux valeurs identiques de la vitesses sont aussi indiquées sur Simbad : −108,7 ± 2,0 km/s,.